# (39461) 5019 T-3
5019 T-3 (asteroide 39461) é um asteroide da cintura principal. Possui uma excentricidade de 0.11867330 e uma inclinação de 14.27401º.
Este asteroide foi descoberto no dia 16 de outubro de 1977 por Cornelis Johannes van Houten e Ingrid van Houten-Groeneveld e Tom Gehrels em Palomar.